# 1547 Nele
1547 Nele è un asteroide della fascia principale. Scoperto nel 1929, presenta un'orbita caratterizzata da un semiasse maggiore pari a 2,6446255 au e da un'eccentricità di 0,2531141, inclinata di 11,74048° rispetto all'eclittica.
L'asteroide è dedicato alla moglie del personaggio del folklore tedesco Till Eulenspiegel, cui è altresì dedicato l'asteroide 55749 Eulenspiegel.